# Petrus Apianus
Peter (von) Bennewitz ou Bienewitz, dit Petrus Apianus ou Peter Apian, né à Leisnig (électorat de Saxe) le 16 avril 1495 et mort à Ingolstadt le 21 avril 1552, est un astronome et mathématicien allemand connu pour ses travaux en cartographie. 
Un cratère lunaire et un astéroïde (19139 Apian) portent son nom.

## Biographie

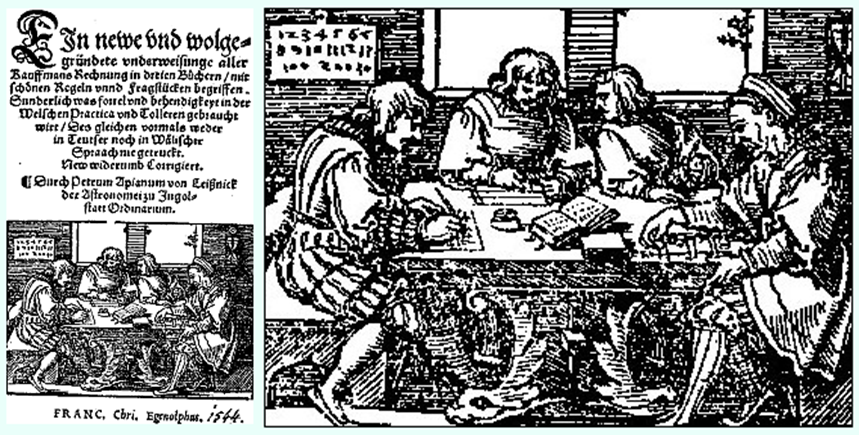
Apian en 1544

Né à Leisnig en Saxe d'un père cordonnier mais d'une famille relativement aisée, appartenant à la classe moyenne de Leisnig, Apianus a étudié à l'école de latin de Rochlitz. Entre 1516 et 1519, il étudie à l'université de Leipzig ; c'est à cette date qu'il latinise son nom en Apianus (du latin api, qui signifie « abeille », alors que « Biene » est le mot allemand).
En 1519, Apianus s'installe à Vienne et y continue ses études à l'université, l'une des meilleures universités de mathématiques pour l'époque, sous la direction de   Georg Tannstetter (en). Lorsque la peste éclate à Vienne en 1521, il déménage à Ratisbonne, puis à Landshut.
En 1524, à Landshut, il édite son Liber Cosmographicus, un travail sur l'astronomie et la navigation, réimprimé par la suite 30 fois, en 14 langues, et qui demeura populaire jusqu'à la fin du XVIe siècle.
En 1526, il épouse la fille d'un conseiller de Landshut, Katharina Mosner, dont il eut 14 enfants, cinq filles et neuf garçons, (dont le cartographe  Philipp Apian (en)).

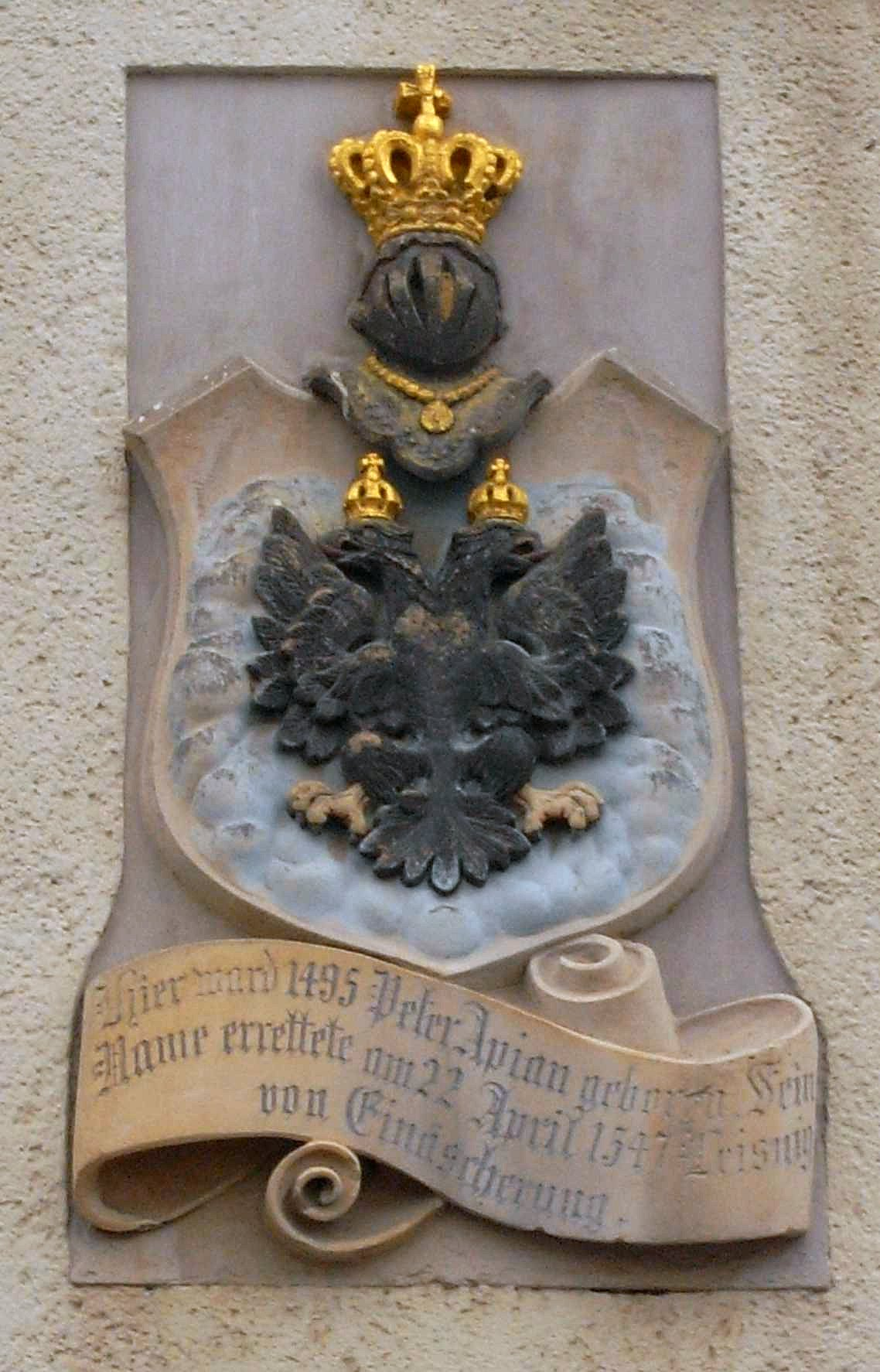
Les armes nobles d'Apian

En 1527 Apianus est appelé à l'université d'Ingolstadt en tant que mathématicien et imprimeur. Parmi les premiers livres qu'il imprime figurent les écrits de Johann Eck, un contradicteur de Martin Luther. Ses impressions sont vite devenues célèbres pour leur grande qualité.
Favori de l'empereur Charles Quint, qui l'anoblit en 1535 et fait l'éloge de ses livres, il gagne  le droit d'afficher un blason.
En 1540, Apianus imprime son Caesareum Astronomicum, dédié à Charles Quint, qui le nomme son mathématicien et lui offre la somme royale de 3 000 florins or (on ne sait s'il la toucha réellement).
En dépit des  appels d'autres universités, y compris celles de Leipzig, de Padoue, de Tübingen et de Vienne, Apianus demeure à Ingolstadt jusqu'à sa mort.

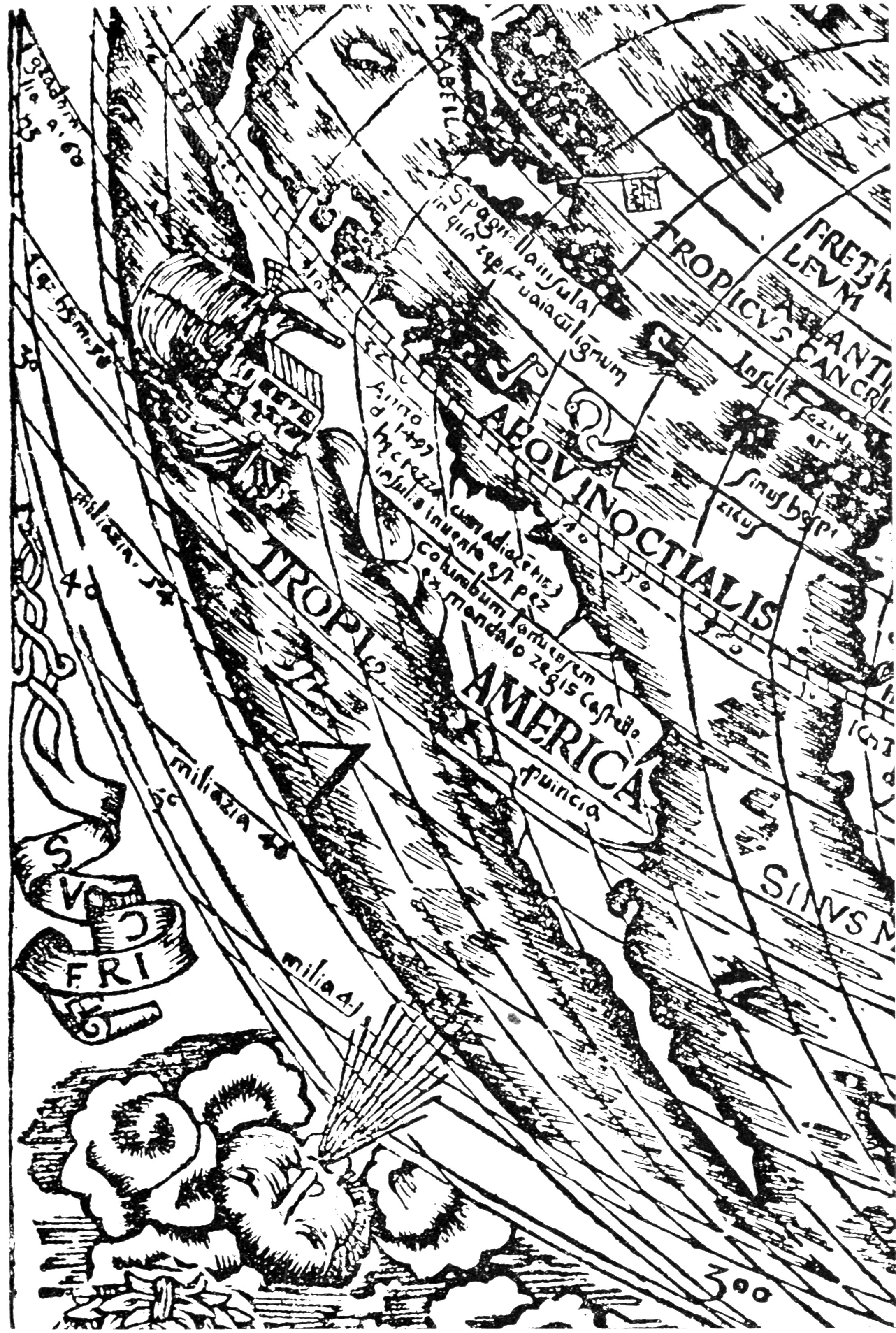
Une carte de Petrus Apianus montrant le nouveau monde en 1520.

Il y publie une variante du triangle de Pascal, et, en 1534, une table de sinus. En 1531, il a observé que la queue d'une comète est opposée au soleil (la même année que Girolamo Fracastoro) ; il y conçoit également des cadrans solaires, des volvelles, et publie des manuels sur les instruments astronomiques.

## Importance de l'œuvre

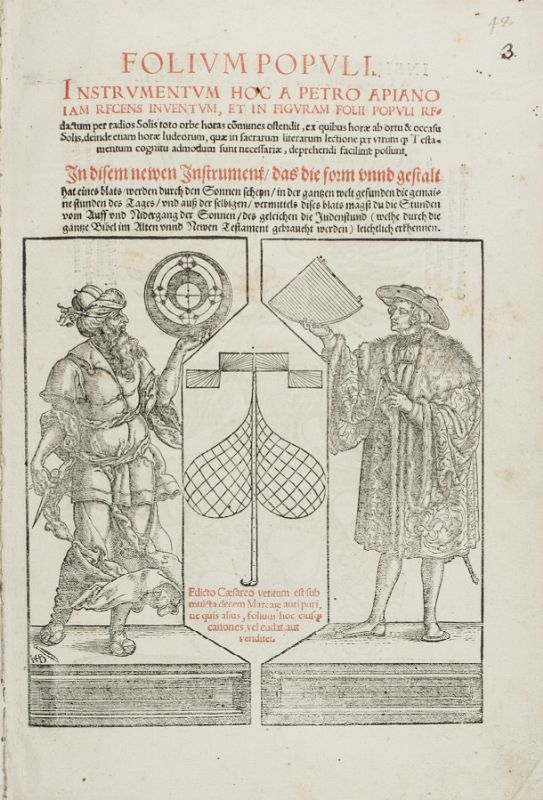
Folium populi, 1533

Apianus fut l'un des premiers à proposer l'observation des mouvements de la Lune pour déterminer les longitudes. Il est l'auteur d'un planisphère, Tipus Orbis Universalis publié en 1520, et, on l'a vu, de plusieurs ouvrages dont Cosmographiae introductio publié en 1529, et Astronomicum Caesareum édité en 1540.

### La Cosmologie
La cosmologie d'Apian reprend la distinction que fait Aristote entre monde au-dessous et monde au-dessus de la Lune, sa notion d'Éther (cinquième Élément), l'idée de Premier Mobile (mouvement de rotation quotidienne de la voûte céleste, entraîné par la sphère supérieure, elle-même appelée premier mobile). "Le monde contient en soi deux parties principales, l'une est élémentaire, l'autre est céleste. La partie élémentaire, laquelle est toujours sujette à altération et mutation, contient en soi quatre Éléments, Terre, Eau, Air et Feu, contraires l'un à l'autre. La région ou part céleste, que les philosophes ont appelé quintessence, contient sous sa concavité la région ou partie élémentaire." Cette région élémentaire, dont la Terre occupe le centre, est sphérique, elle est insérée dans l'emboîtement des sphères célestes qui composent le ciel : "La céleste machine est séparée réellement en plusieurs ciels et orbes particuliers, c'est à savoir en sept orbes députées aux sept planètes, et le firmament dit la huitième sphère, où sont les étoiles fixes... Le ciel de la Lune est prochainement environnant l'élément du Feu. Au-dessus du ciel de la Lune est celui de Mercure, puis le ciel de Vénus, au-dessus duquel est le ciel du Soleil, puis celui de Mars, après lequel est le ciel de Jupiter et finalement le ciel de Saturne, au-dessus duquel est le Firmament, le plus grand de tous." Au-dessus du Firmament étoilé se déploient le ciel cristallin, puis le dixième ciel (le Premier Mobile) qui contient ces neuf sphères. "Après ce dixième ciel, les théologiens mettent le ciel Empyrée, auquel Dieu habite avec ses élus et ce ciel est reposant et immobile." Les distinctions entre ciel cristallin, ciel Empyrée relèvent de la théologie.

### Les Volvelles
Il s'agit de nouveaux instruments de mesures scientifiques qu'Apianus a employés au service de diverses disciplines telles que l'astronomie et la cartographie. On compte cinq volvelles dans le Liber Cosmographicus : la volvelle « latitude, pôle, horizon », la volvelle « calendriers », la volvelle « sphère plate universelle », la volvelle « miroir du monde », la volvelle « cadran nocturne ». Grâce à son œuvre, l'auteur a permis de populariser ces nouveaux outils. Les volvelles ont permis à l'Homme de se repérer dans le temps et dans l'espace.

## Hommage
L'astéroïde (19139) Apian a été nommé en son honneur.

### Œuvres
- Liber Cosmographicus , Landshut, 1524.
- Newe Ein und wolgegründete underweisung aller Kauffmanns Rechnung dans dreyen Büchern, mit und schönen begriffen fragstücken Regeln, Ingolstadt 1527. Un manuel d'arithmétique commerciale, celle de la peinture Les Ambassadeurs de Hans Holbein le Jeune.
- Introductio Cosmographiae, cum quibusdam Geometriae Ac Astronomiae principiis eam necessariis ad rem, Ingolstadt 1529.
- Ein Bericht der Kurtzer Observation unnd urtels des Jüngst erschinnen Cometen…, Ingolstadt 1532. Sur ses observations de la comète.
- Quadrans astronomicus Apiani, Ingolstadt 1532. sur les Quadrants.
- Apiani Horoscopion…, Ingolstadt 1533. Sur les cadrans solaires.
- Buch Instrument…, Ingolstadt 1533. Un ouvrage scientifique sur les instruments astronomiques (en allemand).
- Primi Mobilis Instrumentum, Nuremberg 1534. Sur la trigonométrie, contient des tableaux de sinus.
- (la) Astronomicum Caesareum, Ingolstadt, 1540, 126 p. (lire en ligne).

Détails de l’Astronomicum Caesareum
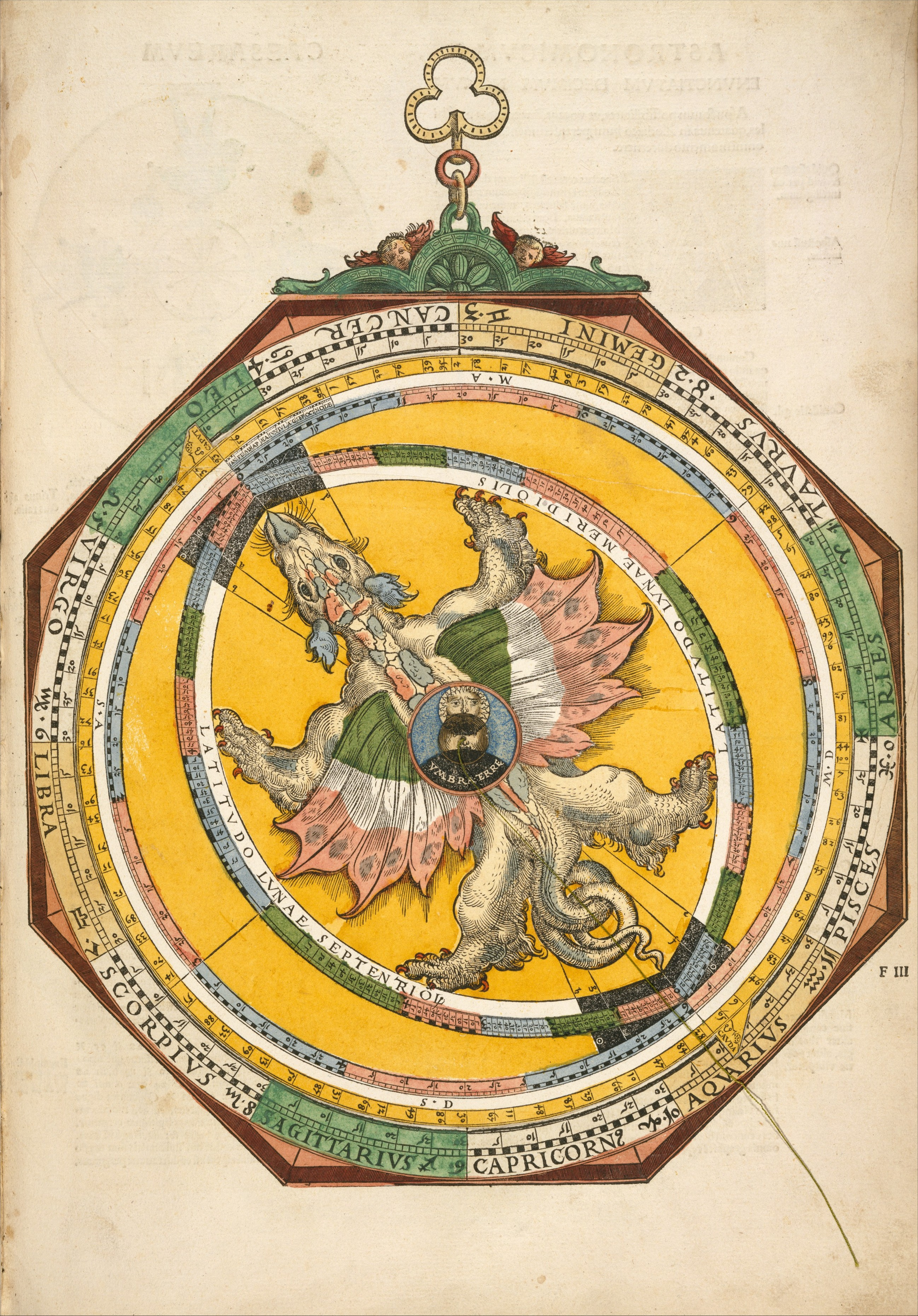
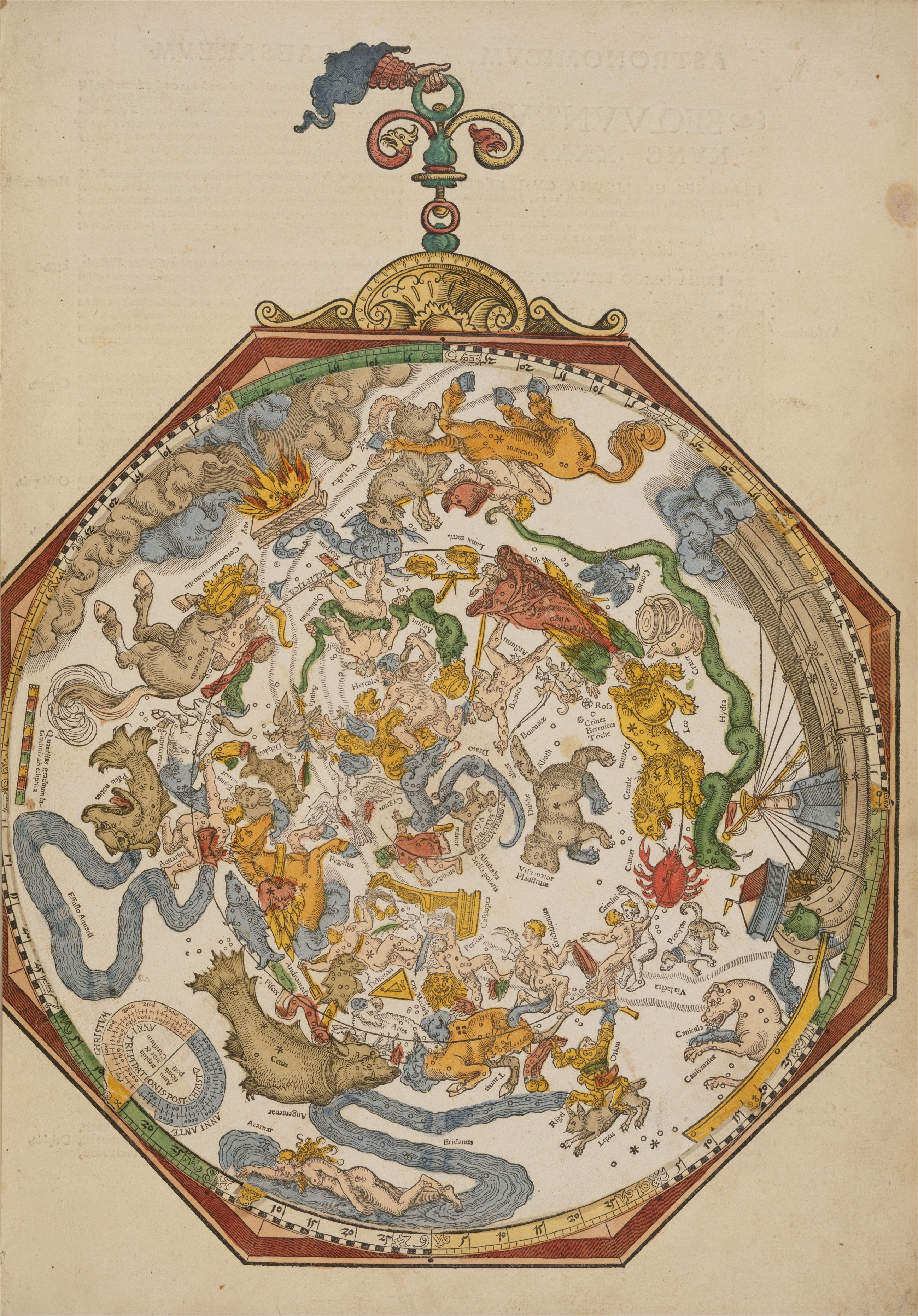
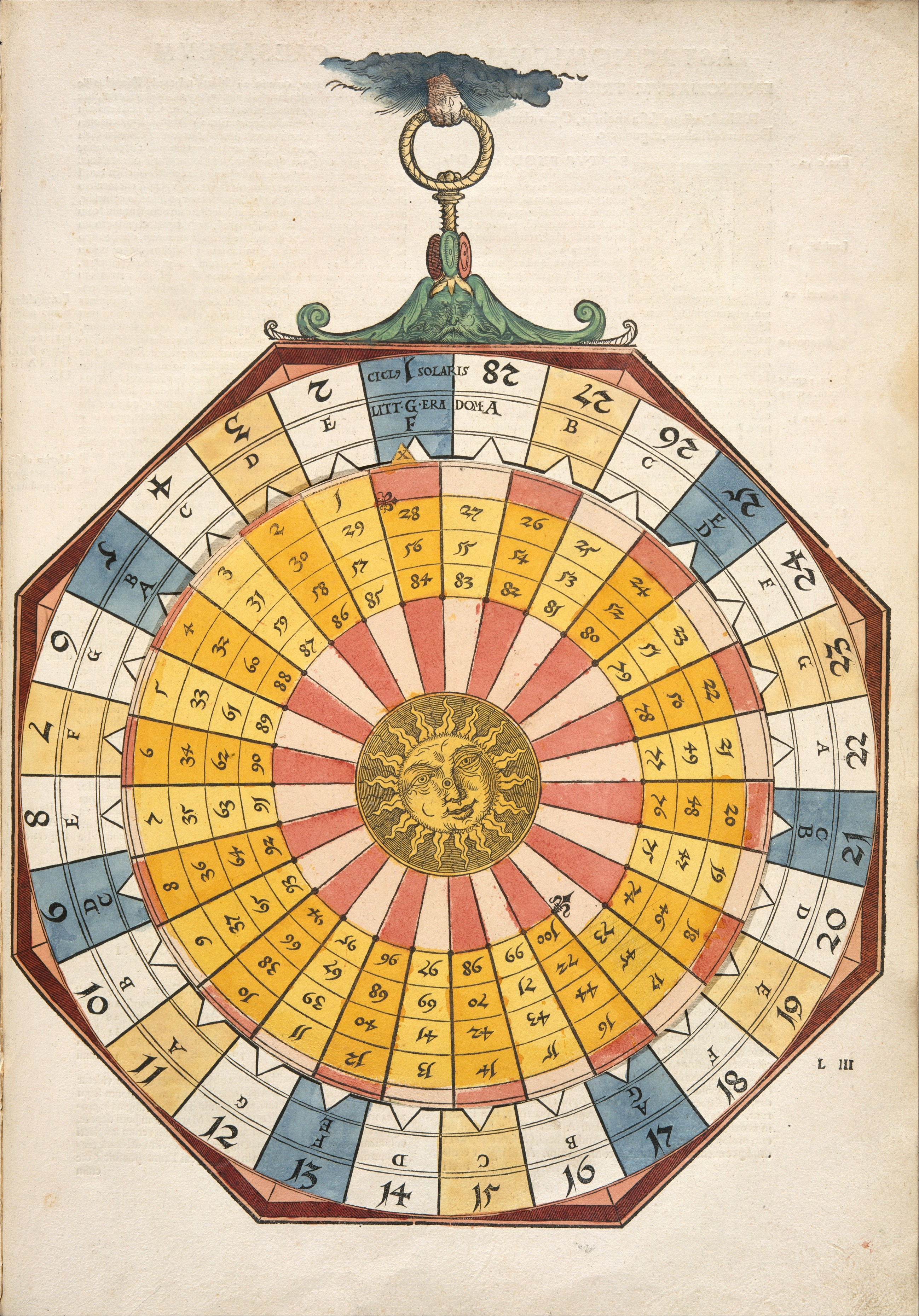
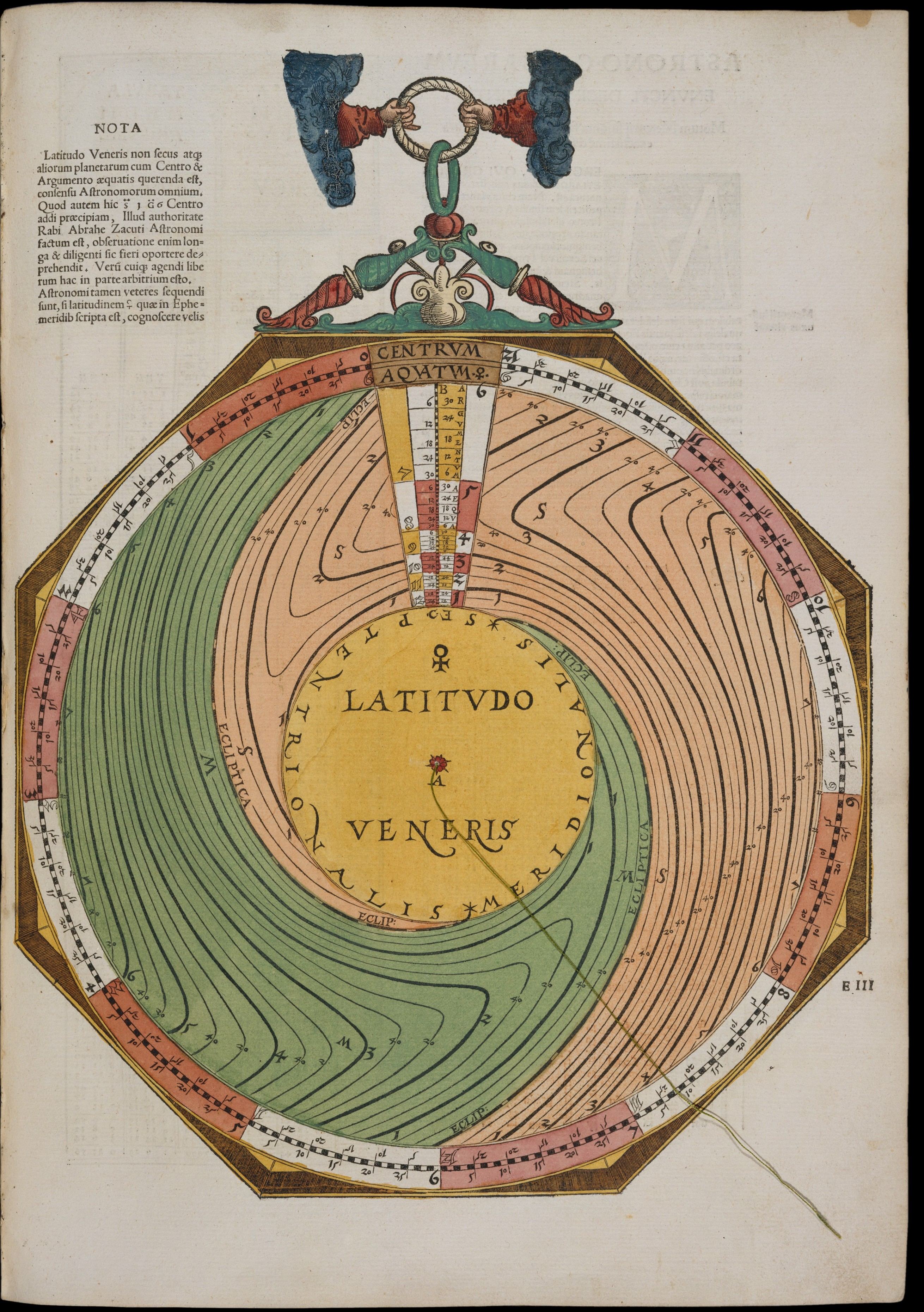
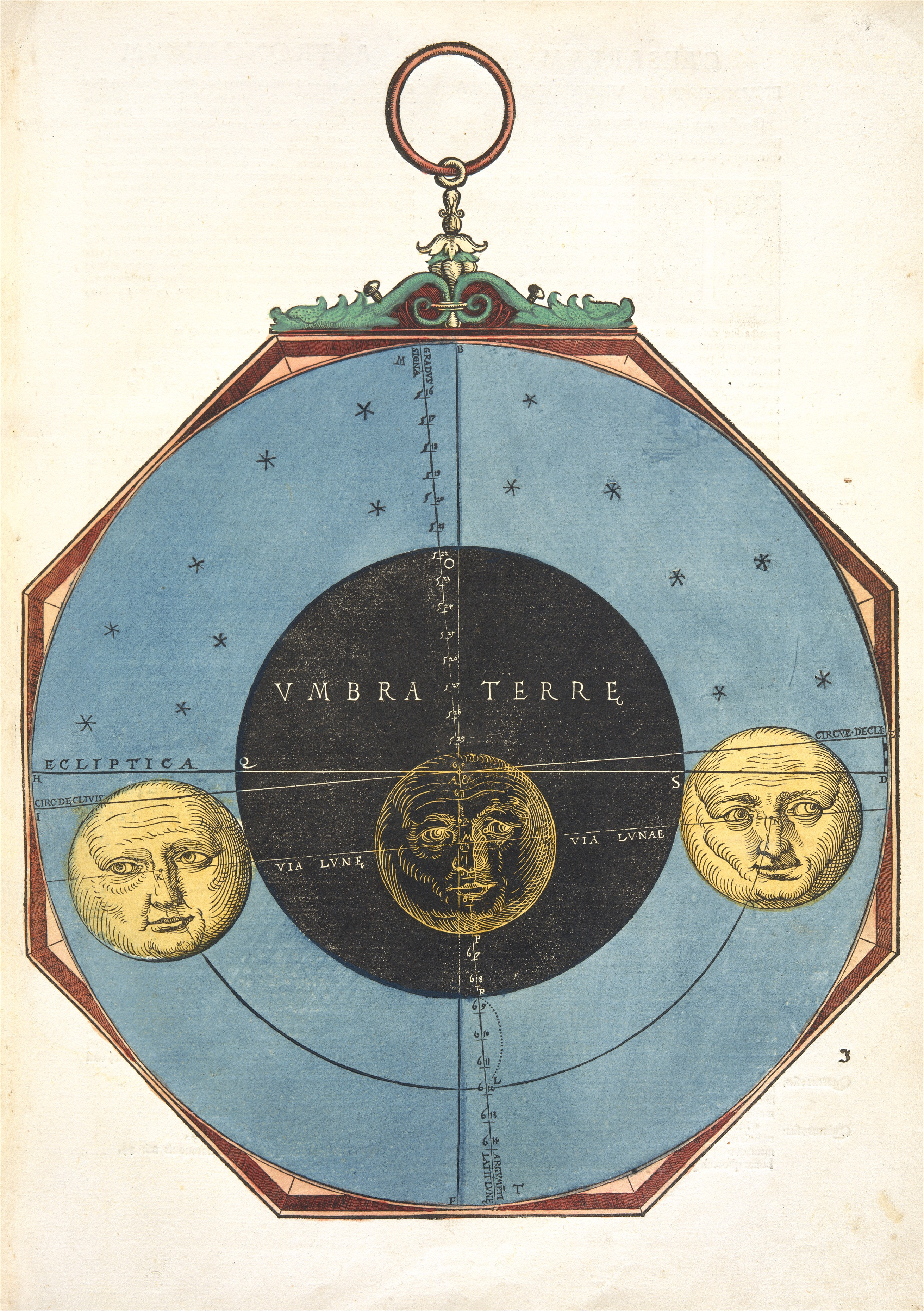

Les volvelles du Cosmographicus Liber
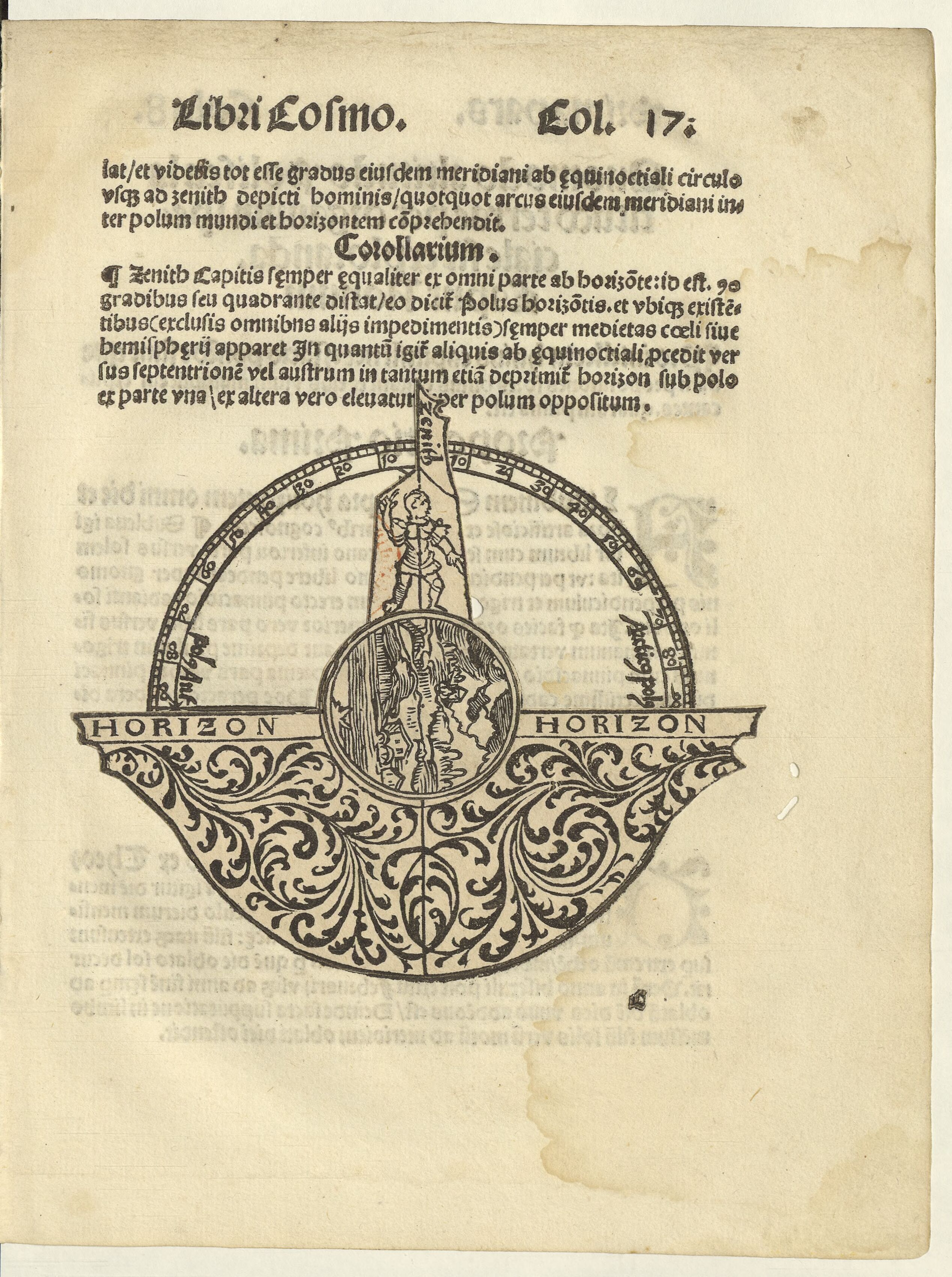
La volvelle « latitude, pôle, horizon »
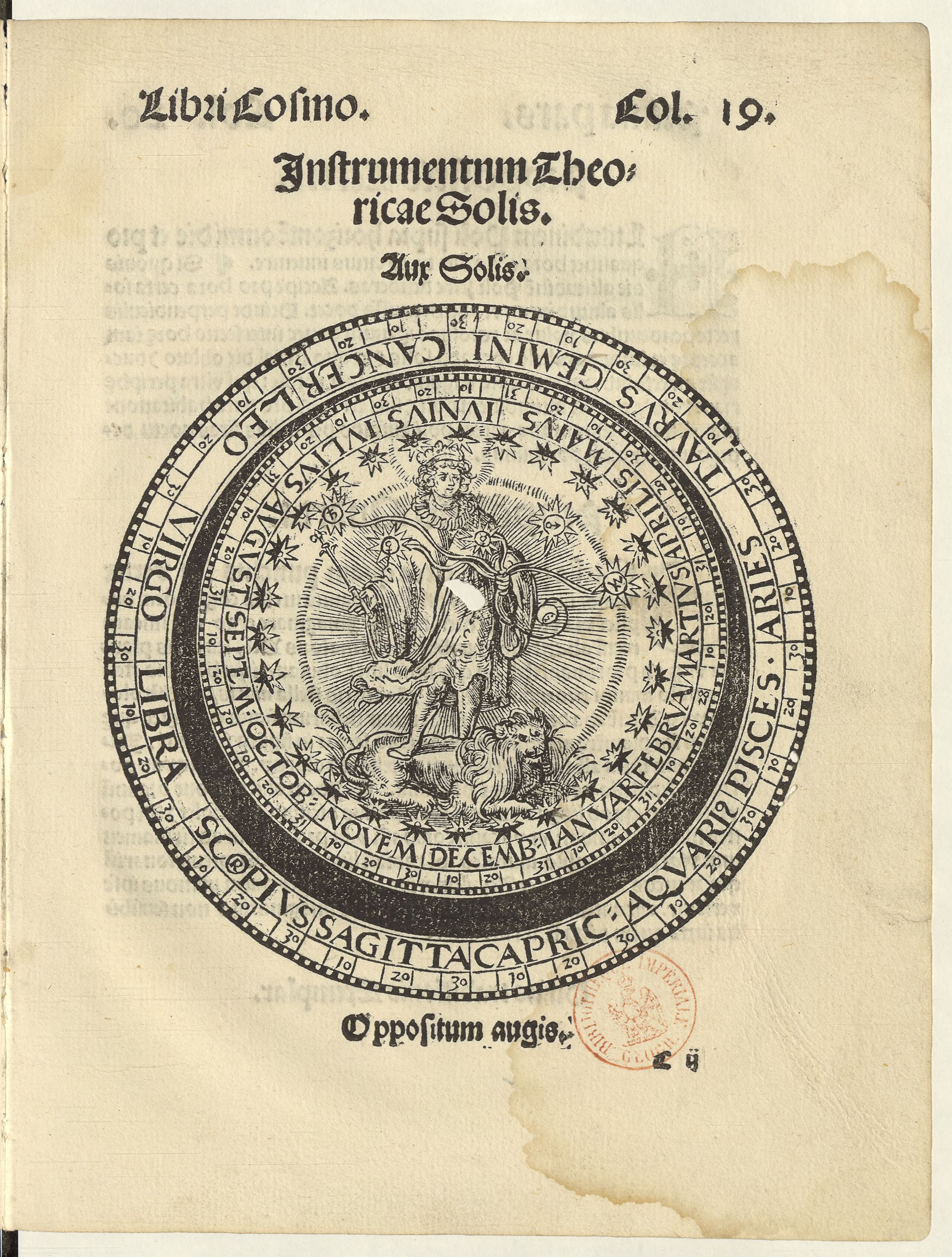
La volvelle « calendriers »
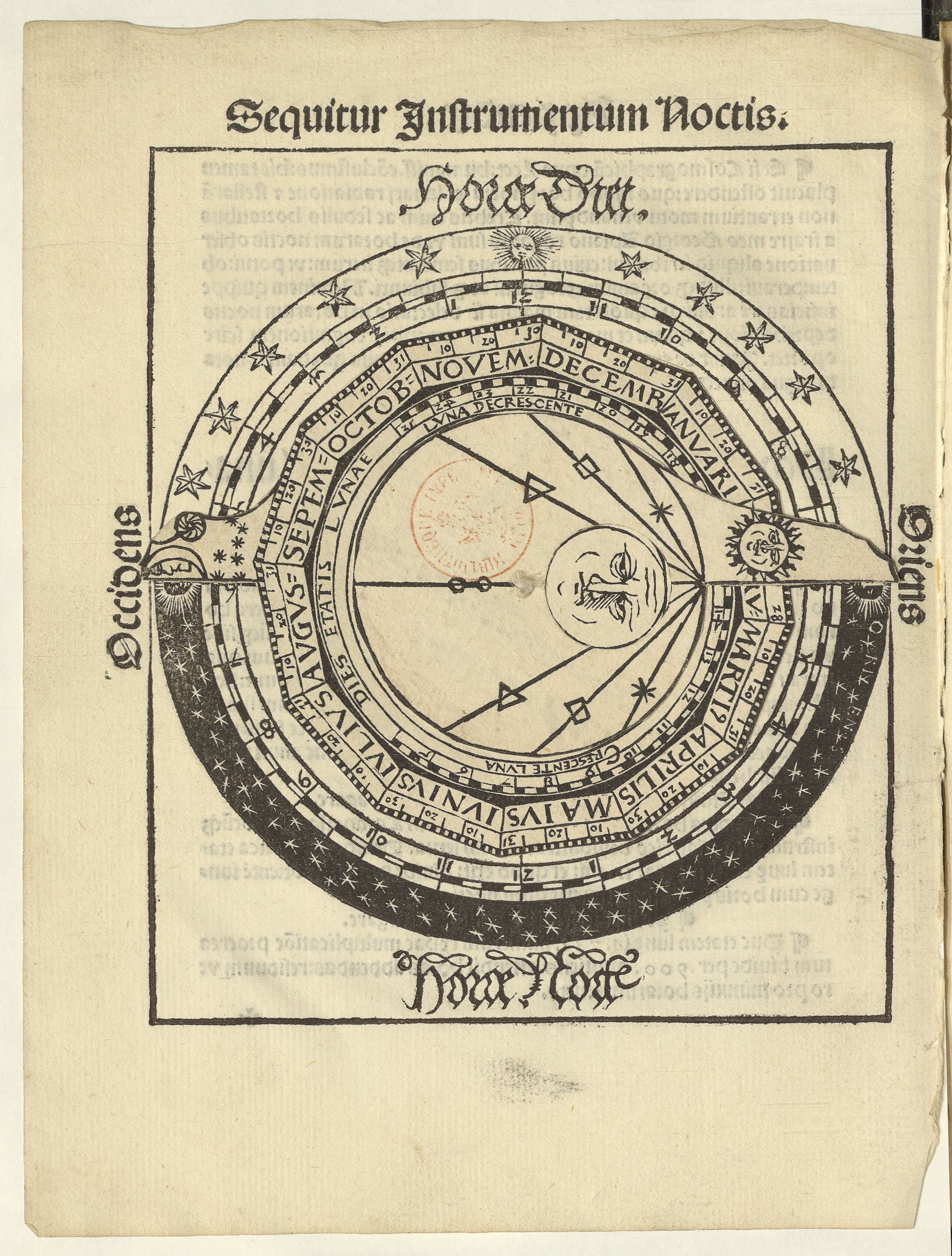
La volvelle « sphère plate universelle »
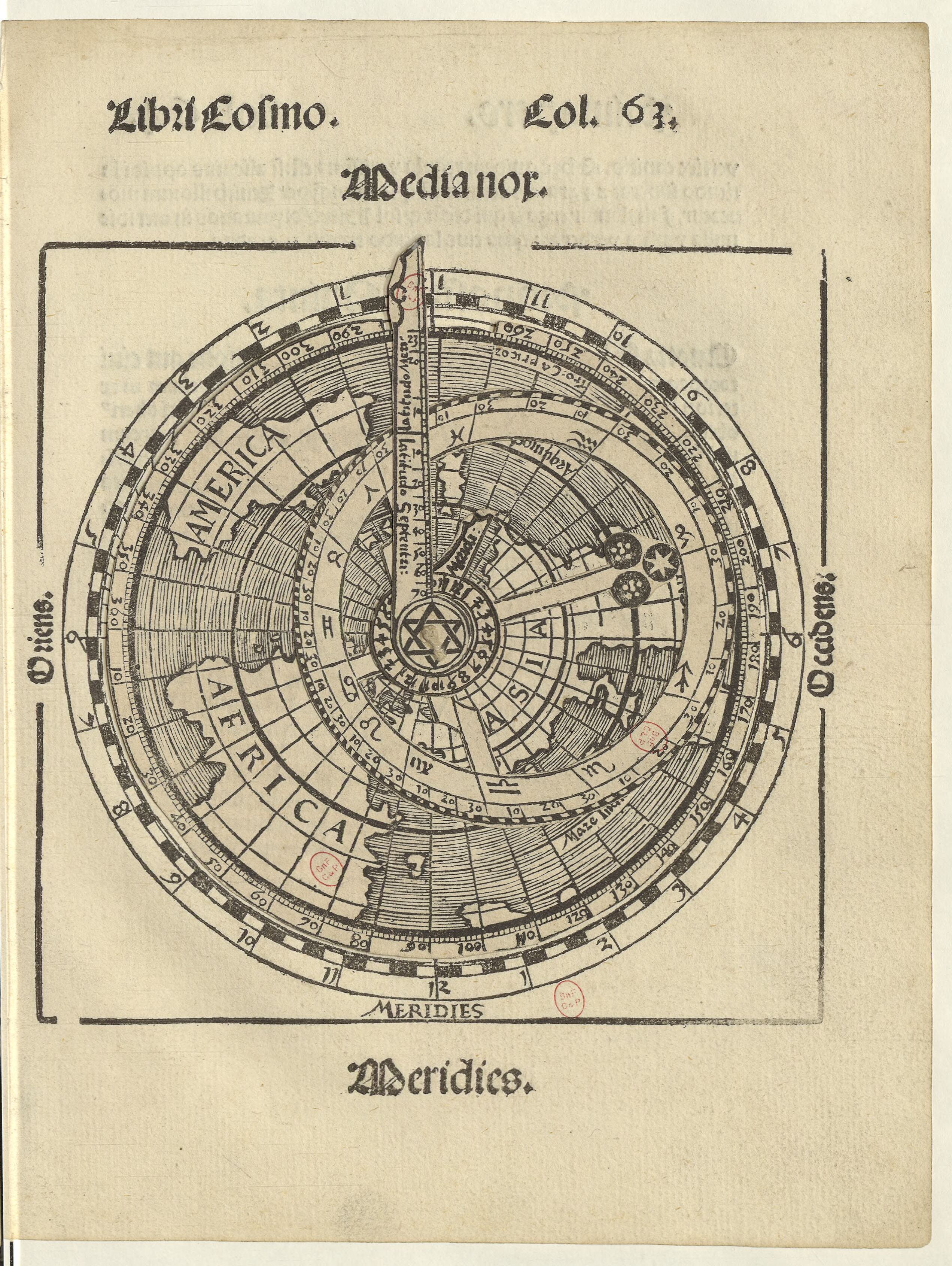
La volvelle « miroir du monde »
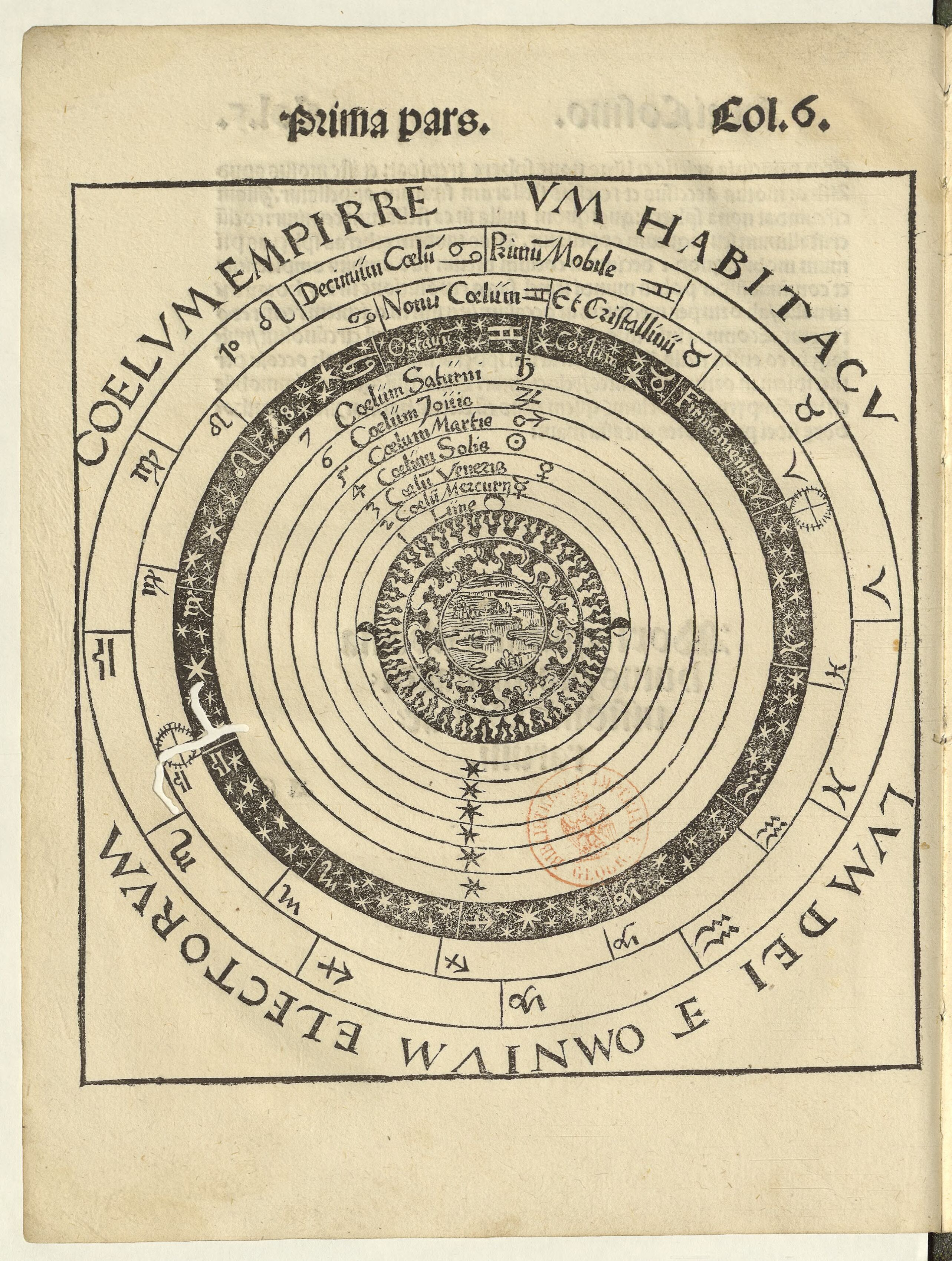
La volvelle « cadran nocturne »

### Traductions françaises
- Pierre Apian, La Cosmographie, libure tresutile, traictant de toutes les regions & pays du monde par artifice Astronomicque, nouuuellement traduict de Latin en François. Et par  Gemma Frison, Mathematicien & Docteur en Mededine de Louvain corrige. Ayecq aultres libures du mesme Gemma Fr. appartenantz audict artifice, Anvers, Grégoire Bonte, 1544 (lire en ligne).
- Pierre Apian, Cosmographie, ou description des quatre parties du Monde, contenant la Situation, Diuision, & Etendue de chacune Region & Prouince d'icelles, corrigée & augmentée par Gemma Frison, Anvers, 1581 (lire en ligne)

### Études
- Larousse encyclopédique en couleurs, France Loisirs 1978.
- (de) Karl Röttel, Peter Apian : Astronomie, Kosmographie und Mathematik am Beginn der Neuzeit ; mit Ausstellungskatalog, Eichstätt, Polygon-Verl. Buxheim, 1995, 360 p. (ISBN 978-3-928-67112-5, OCLC 884662262), compléments biographiques en ligne.
- (en) George Kish, "Apian, Peter", in Dictionary of Scientific Biography (New York 1970-1990) lire en ligne
- (en) Richard Westfall (1995) Apian Bienewitz or Bennewitz in Catalog of the Scientific Community of the 16th and 17th Centuries, The Galileo Project.
- Lucien Gallois, Les géographes allemands de la Renaissance (1890), Hachette Livre/BNF, 2013, p. 97-101.
- Élisabeth Hébert (dir.) - Ouvrage collaboratif, Instruments scientifiques à travers l'Histoire, Ellipses, 2004, Chapitre 7 "Tournent, tournent les volvelles", pp. 131-160.